# Перегруппировка Маклафферти
Перегруппировка Маклафферти (англ. McLafferty rearrangement) — химическая реакция, один из процессов, который может происходить которая может происходить при масс-спектрометрии на этапе фрагментации или диссоциации органических молекул. 
Например, молекула, содержащая кетоновую группу, при потере электрона в процессе ионизации подвергается β-расщеплению с присоединением γ-атома водорода (смотри схему внизу). β- и γ- терминология означает, что короткая углеводородная цепь, в данном случае этилен, отщепляется от кетоновой группы, начиная с β-атома углерода и одновременно на противоположном конце отделившейся цепочки происходит «перегруппировка» атома водорода от γ-атома углерода к атому кислорода: 
Впервые о такой реакции сообщил Энтони Николсон, работавший в Отделе химической физики Государственной организации научных и прикладных исследований в Австралии. Позднее описание реакции было опубликовано американским химиком Фредом Маклафферти в 1959 году, в результате, именно его имя оказалось связано с этим процессом. Такая перегруппировка может происходить по радикальному или ионному механизму.